# Erax rjabovi
Erax rjabovi là một loài ruồi trong họ Asilidae. Erax rjabovi được Richter miêu tả năm 1963. Loài này phân bố ở vùng Cổ Bắc giới.